# Atletický stadion TJ Lokomotiva Olomouc
Atletický stadion TJ Lokomotiva Olomouc is een multifunctioneel stadion in de Tsjechische stad Olomouc. Het stadion wordt voornamelijk gebruikt voor rugby en atletiek. Het is officieel geopend op 7 mei 1979 en heeft een capaciteit voor 3000 toeschouwers.
In 1977 is begonnen met de bouw van het stadion als gevolg van de gezamenlijke inspanningen van de rugby- en atletiek-afdelingen van TJ Lokomotiva Olomouc. In 1985 werd op het stadion het Wereldkampioenschap Atletiek voor Spoorwegmedewerkers gehouden.